# Rozszczep kręgosłupa
Rozszczep kręgosłupa, tarń dwudzielna (łac. spina bifida) – wada rozwojowa kręgosłupa polegającą na nieprawidłowym rozwoju kręgosłupa spowodowanym rozszczepem – niezamknięciem kanału kręgowego (inaczej: brakiem tylnej części łuków kręgowych). Wada ta powstaje około 3 tygodnia ciąży. W zależności od obszaru wystąpienia wyróżnia się przepukliny okolicy szyjnej, piersiowej, lędźwiowej i krzyżowej. Suplementacja kwasu foliowego w trakcie ciąży redukuje przypadki rozszczepu kręgosłupa.

## Objawy

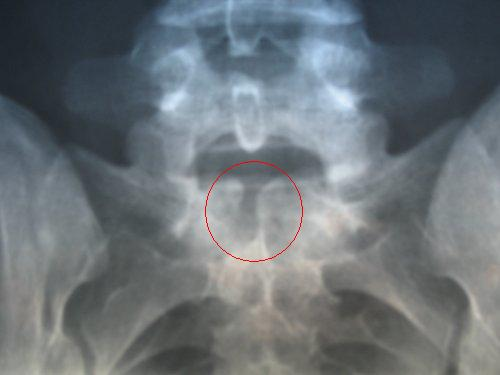
Zdjęcie rentgenowskie ujawniające rozszczep kręgosłupa na poziomie S1

Skutki wystąpienia rozszczepu kręgosłupa są ściśle zależne od stopnia zaawansowania wady i jej umiejscowienia. Następstwami tej wady mogą być czasami tylko łagodne bóle czy pewne trudności w poruszaniu się powodowane zaburzeniem unerwienia mięśni, ich zmęczeniem lub osłabieniem (niepodparte lub źle zawieszone mięśnie muszą wykonywać kilkukrotnie większą pracę niż mięśnie zdrowego człowieka), ale również tak poważne, jak i ich porażenie mogące być powodem całkowitego unieruchomienia.
Obok wady kręgosłupa spotykane są m.in. deformacje stawów kończyn dolnych, przepukliny mogące prowadzić do porażeń nerwowych (powodujących zaburzenia czucia skórnego, a w powikłaniu odleżynami), trudności w oddawaniu kału (porażenie mięśni odbytnicy) czy moczu – neurogenny pęcherz moczowy, a co za tym idzie narażenie na liczne infekcje dróg moczowych itp. Zaawansowanym stadiom tej wady towarzyszy często przepuklina oponowo-rdzeniowa (łac. myelomeningocoele).

## Leczenie
Leczenie ortopedyczne zależy od stopnia komplikacji. Wiele osób żyjących z tą wadą może nawet nie wiedzieć o jej istnieniu, gdyż nie musi ona przeszkadzać w normalnym funkcjonowaniu. Niektóre dzieci wymagają gimnastyki korekcyjnej oraz zaplecza ortopedycznego takiego jak wkładki ortopedyczne czy w gorszych przypadkach kule lub ortezy. Często źle rozwijający się kręgosłup poddaje się deformacjom od tak lekkich jak wrodzona – np. skolioza, aż do deformacji leczonych operacyjnie – zdwojenie rdzenia czy diastematomyelia.

## Klasyfikacja ICD10
| kod ICD10     | nazwa choroby                                                     |
| ------------- | ----------------------------------------------------------------- |
| ICD-10: Q05   | Rozszczep kręgosłupa                                              |
| ICD-10: Q05.0 | Rozszczep kręgosłupa szyjnego ze współistniejącym wodogłowiem     |
| ICD-10: Q05.1 | Rozszczep kręgosłupa piersiowego ze współistniejącym wodogłowiem  |
| ICD-10: Q05.2 | Rozszczep kręgosłupa lędźwiowego ze współistniejącym wodogłowiem  |
| ICD-10: Q05.3 | Rozszczep kręgosłupa krzyżowego ze współistniejącym wodogłowiem   |
| ICD-10: Q05.4 | Nieokreślony rozszczep kręgosłupa ze współistniejącym wodogłowiem |
| ICD-10: Q05.5 | Rozszczep kręgosłupa szyjnego bez wodogłowia                      |
| ICD-10: Q05.6 | Rozszczep kręgosłupa piersiowego bez wodogłowia                   |
| ICD-10: Q05.7 | Rozszczep kręgosłupa lędźwiowego bez wodogłowia                   |
| ICD-10: Q05.8 | Rozszczep kręgosłupa krzyżowego bez wodogłowia                    |
| ICD-10: Q05.9 | Rozszczep kręgosłupa, nieokreślony                                |
| ICD-10: Q76.0 | Utajony rozszczep kręgosłupa                                      |